# John Leefmans

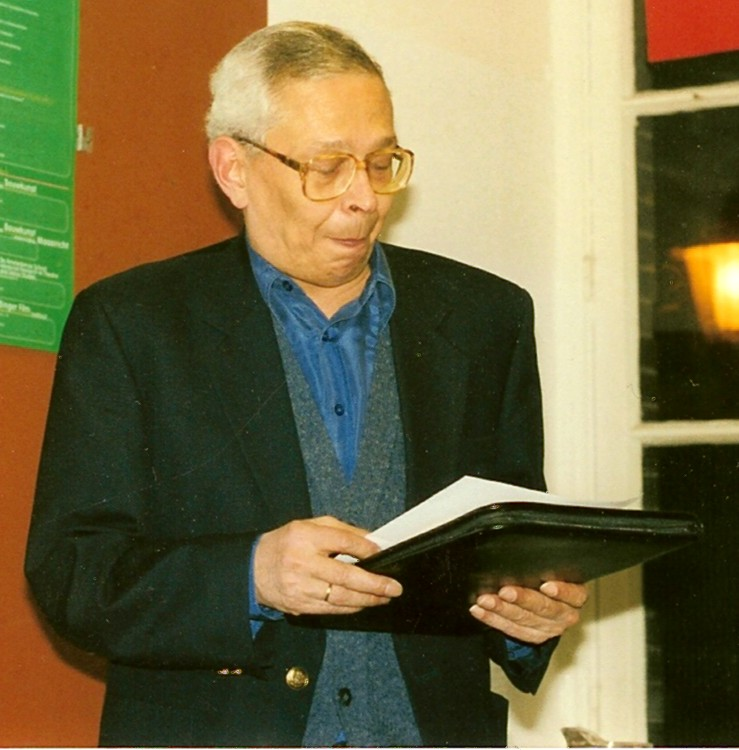
John Leefmans

John Leefmans (Nieuw-Nickerie, 28 juli 1933 – Den Haag, 25 augustus 2012) was een Nederlands diplomaat, literatuurcriticus en dichter van Surinaamse afkomst.

## Leven
Hij was een zoon van de districtscommissaris Herman Leefmans. Hij vertrok in 1948 - na het diploma van de Sint Paulusschool (Mulo) te hebben behaald - naar Nederland en studeerde aldaar rechten in Leiden. Hij werkte vervolgens als diplomaat in Nederlandse dienst, gedetacheerd in Madrid, Brussel, Abidjan, Santiago, Oslo, Quito en Port of Spain. Leefmans was medeoprichter- en redacteur van het in Leiden uitgegeven Surinaamse tijdschrift Mamjo (1962), waarin hij scherpzinnige stukken schreef over Surinaamse literatuur. Andere redacteuren van het blad waren Pim de la Parra en Ronald Venetiaan. Hij schreef voor het Surinaamse ochtendblad De Tijd onder het pseudoniem Achilles en droeg aan De Ware Tijd literaire essayistiek bij onder de naam Telemachus.

## Poëzie
In 2000 nam Leefmans deel aan Poetry International, bij welke gelegenheid hij poëzie van Jules Deelder in het Sranan vertaalde.
Hij publiceerde twee poëziebundels onder de naam Jo Löffel: Intro (1981) en Terugblikken zonder blozen (1984). Onder zijn eigen naam verscheen in 2001 bij In de Knipscheer Retro, waarin Terugblikken zonder blozen integraal werd herdrukt. Hieruit werden gedichten opgenomen in De honderd beste gedichten van 2001 en in de 2004-editie van Komrijs grote poëziebloemlezing.
In 2009 verscheen een geheel tweetalige bundel (Sranan/Nederlands) bij dezelfde uitgeverij: Op' a batra/Open die fles. De bundel werd ten doop gehouden op het boekenfeest van de Vereniging Ons Suriname in Amsterdam, met een interview van de dichter door Michiel van Kempen.
De poëzie van Leefmans kan beschreven worden als niet-natiegebonden en speels-studentikoos, ironisch en humoristisch. Zijn bundel Op' a batra/Open die fles  is lyrischer en bevat gedichten in liedvorm en ook haikus.
Leefmans droeg ook bij aan de herdenkingsuitgave Verbonden door vrijheid, uitgegeven ter gelegenheid van de onthulling van het Nationaal Monument Slavernijverleden op 1 juli 2002.
Zijn laatste publicatie was de vertaling van zeven gedichten van Michaël Slory uit het Sranantongo in Slory's bundel Torent een man hoog met zijn poëzie (2012).

## Ander werk
Leefmans publiceerde sporadisch ook proza, zoals bijvoorbeeld het verhaal ‘Etsen’ in de anthologie Mama Sranan (1999).
Hij zette zich onder meer in voor het Surinaams Muziekcollectief, dat klassiek werk van Surinaamse componisten  promoot, en het Surinaams Forum, dat de verhoudingen tussen Suriname en Nederland ter discussie stelt.

## Over John Leefmans
- Michiel van Kempen, Een geschiedenis van de Surinaamse literatuur. Breda: De Geus, 2003, deel II, pp. 882-885, 916-918.
- Michiel van Kempen: 'Levensbericht John Leefmans'. In: Jaarboek van de Maatschappij der Nederlandse Letterkunde te Leiden, 2016-2017, pag. 105-112